# Tội ác của Apartheid
Tội ác của Apartheid được quy định bởi Đạo luật Rome của Tòa án Hình sự Quốc tế năm 2002 là hành vi vô nhân đạo của một nhân vật tương tự như các tội ác khác chống lại loài người "được thực hiện trong bối cảnh chế độ áp chế và thống trị có hệ thống của một nhóm chủng tộc đối với bất kỳ chủng tộc nào khác. nhóm hoặc nhóm và cam kết với ý định duy trì chế độ đó ".
Vào ngày 30/11/1973, Đại hội đồng Liên Hợp Quốc đã khai mạc để ký và phê chuẩn Công ước quốc tế về đàn áp và trừng phạt tội ác của Apartheid. Nó định nghĩa tội ác của apartheid là "những hành vi vô nhân đạo được thực hiện với mục đích thiết lập và duy trì sự thống trị của một nhóm người chủng tộc so với bất kỳ nhóm người chủng tộc nào khác và đàn áp họ một cách có hệ thống".

## Lịch sử
Thuật ngữ apartheid, từ tiếng Afrikaans có nghĩa là "sự tách biệt", là tên chính thức của hệ thống phân biệt chủng tộc Nam Phi tồn tại sau năm 1948. Việc sử dụng Apartheid với số lượng lớn các bộ luật và việc thực thi chúng là một từ vay mượn của Hà Lan. Cách sử dụng tiếng Hà Lan này trong tiếng Anh pháp lý là duy nhất cả trong thực tế, là nó không có nguồn gốc từ Latinh và biểu thị một bộ luật. Khiếu nại về hệ thống apartheid đã được đưa đến Liên Hợp Quốc sớm nhất là vào ngày 12 tháng 7 năm 1948 khi Tiến sĩ Padmanabha Pillai, đại diện của Ấn Độ tại Liên Hợp Quốc, gửi thư cho Tổng thư ký bày tỏ mối quan ngại của ông đối với người Ấn Độ dân tộc trong Liên hiệp Nam Phi. Khi apartheid được biết đến rộng rãi hơn, phân biệt chủng tộc Nam Phi bị quốc tế lên án là bất công và phân biệt chủng tộc và nhiều người đã quyết định rằng cần phải có khung pháp lý chính thức để gây áp lực quốc tế lên chính phủ Nam Phi.
Năm 1971, Liên Xô và Guinea cùng nhau đệ trình dự thảo ban đầu về một công ước để đối phó với sự đàn áp và trừng phạt của apartheid. Năm 1973, Đại hội đồng Liên Hợp Quốc đã nhất trí về văn bản của Công ước quốc tế về đàn áp và trừng phạt tội ác của Apartheid (ICSPCA). Công ước có 31 người ký và 107 bên. Công ước có hiệu lực vào năm 1976 sau khi 20 quốc gia đã phê chuẩn. Đó là: Bénin, Bulgaria, Belarus, Chad, Tiệp Khắc, Ecuador, Cộng hòa Dân chủ Đức (Đông Đức), Guinea, Hungary, Iraq, Mông Cổ, Ba Lan, Qatar, Somalia, Syria, Ukraina, Liên Xô, Các Tiểu vương quốc Ả Rập Thống nhất, Tanzania, Nam Tư.
"Như vậy, apartheid bị tuyên bố là tội ác chống lại loài người, với phạm vi ra ngoài lãnh thổ Nam Phi. Mặc dù tội ác của apartheid thường liên quan đến các chính sách phân biệt chủng tộc của Nam Phi sau năm 1948, thuật ngữ này thường đề cập đến các chính sách phân biệt chủng tộc ở bất kỳ quốc gia nào. " 
Bảy mươi sáu quốc gia khác sau đó đã ký kết, nhưng một số quốc gia, bao gồm cả các nền dân chủ phương Tây, đã không ký kết cũng không phê chuẩn ICSPCA, bao gồm Canada, Pháp, Đức, Israel, Ý, Hà Lan, Vương quốc Anh, Úc, New Zealand và Hoa Kỳ.  Giải thích về cuộc bỏ phiếu của Hoa Kỳ chống lại công ước, Đại sứ Clarence Clyde Ferguson Jr. nói: "Chúng ta không thể... chấp nhận rằng apartheid theo cách này có thể trở thành tội ác chống lại loài người. Tội ác chống lại loài người trong tự nhiên nghiêm trọng đến mức chúng phải được xây dựng tỉ mỉ và được hiểu đúng theo luật quốc tế hiện hành..." 
Năm 1977, Nghị định thư bổ sung 1 cho các Công ước Geneva đã chỉ định apartheid là vi phạm nghiêm trọng Nghị định thư và tội ác chiến tranh. Có 169 bên tham gia Nghị định thư.
Tòa án Hình sự Quốc tế quy định trách nhiệm hình sự cá nhân đối với các tội ác chống lại loài người, bao gồm cả tội ác của apartheid.
Tòa án Hình sự Quốc tế (ICC) ra đời vào ngày 1 tháng 7 năm 2002 và chỉ có thể truy tố các tội phạm đã gây ra vào hoặc sau ngày đó. Tòa án nói chung chỉ có thể thực thi quyền tài phán trong trường hợp bị cáo là công dân của một quốc gia thành viên, tội phạm được cho là xảy ra trên lãnh thổ của một quốc gia thành viên, hoặc được Hội đồng Bảo an Liên Hợp Quốc đề cập đến Tòa án. ICC thực thi quyền tài phán miễn phí. Nhiều quốc gia thành viên đã cung cấp cho tòa án quốc gia của mình quyền tài phán chung đối với các tội danh tương tự và không công nhận bất kỳ thời hiệu nào đối với các tội ác chống lại loài người. Tính đến tháng 7 năm 2008, 106 quốc gia là các quốc gia thành viên (với Quần đảo Suriname và Cook sẽ tham gia vào tháng 10 năm 2008), và hơn 40 quốc gia đã ký kết nhưng chưa phê chuẩn hiệp ước. Tuy nhiên, nhiều quốc gia đông dân nhất thế giới, bao gồm Trung Quốc, Ấn Độ, Hoa Kỳ, Indonesia và Pakistan không phải là thành viên của Tòa án và do đó không thuộc thẩm quyền của tòa án, ngoại trừ giới thiệu của Hội đồng Bảo an.